# Céline Caussimon
Pour les articles homonymes, voir Caussimon.
Céline Caussimon est une chanteuse française, comédienne au cinéma, au théâtre et à la télévision née en 1960.
Fille du comédien et auteur-interprète Jean-Roger Caussimon, elle est également auteur-interprète, et pratique une chanson d'art à la fois virtuose et toute simple. Son premier album Folies ordinaires, sorti en 1999, est salué par la critique. Le second Je marche au bord (2003) a obtenu le Choc du monde de la Musique, et le troisième, Le moral des ménages (2007), un Coup de cœur de l'Académie Charles-Cros.

## Filmographie
- Tu vivras ma fille de Gabriel Aghion (2018) (TV)
- Comme un chef de Daniel Cohen (2012)
- Elle s'appelait Sarah, de Gilles Paquet-Brenner (2010)
- Monsieur Max, (2006)
- Le grand patron, (2005)
- Édition spéciale (2005) (TV Épisode)
- Pédale dure de Gabriel Aghion (2004)
- Les duettistes: Le môme (2001) (TV)
- Le juge est une femme (2001)
- La bûche (1999)
- La petite maman (1997) (TV)
- Pédale douce de Gabriel Aghion (1996)
- Les chiens ne font pas des chats de Ariel Zeitoun (1996) (TV)
- Priez pour nous de Jean-Pierre Vergne (1994)
- Eugénie Grandet de Jean-Daniel Verhaeghe (1994) (TV)
- Tout ça... pour ça ! de Claude Lelouch (1993)
- C'est quoi ce petit boulot? (1991) (mini) TV Séries
- Itinéraire d'un enfant gâté de Claude Lelouch (1988)
- Blessure (1985)
- Les Nanas (1985)
- Retenez-moi...ou je fais un malheur! (1984)
- Le château faible (1983) (TV)
- Y a-t-il un pirate sur l'antenne? (1983)

## Théâtre
- 2009 : La Célestine de Fernando de Rojas, mise en scène Frédérique Lazarini et Henri Lazarini, Vingtième Théâtre

## Discographie
- Attendue (2014)
- En trois morceaux (2010)
- Le moral des ménages (2007)
- Je marche au bord (2003)
- Folies ordinaires (1999)